# Чжан (міра)
Чжан (кит.: 丈; піньїнь: zhàng; літ.: 'зріст') — китайська одиниця вимірювання довжини. Приблизний еквівалент японського дзьо.
- 1 чжан = 10 чі = 3,33 м.

Використовувалася від часів династії Чжоу. Згідно з китайським словником ІІ століття «Шоувень цзецзі» (說文解字) в давнину дорівнювала близько 1,81 м і відповідала зросту дорослого чоловіка.